# Stoommachine van Newcomen

Principe van de stoommachine van Newcomen

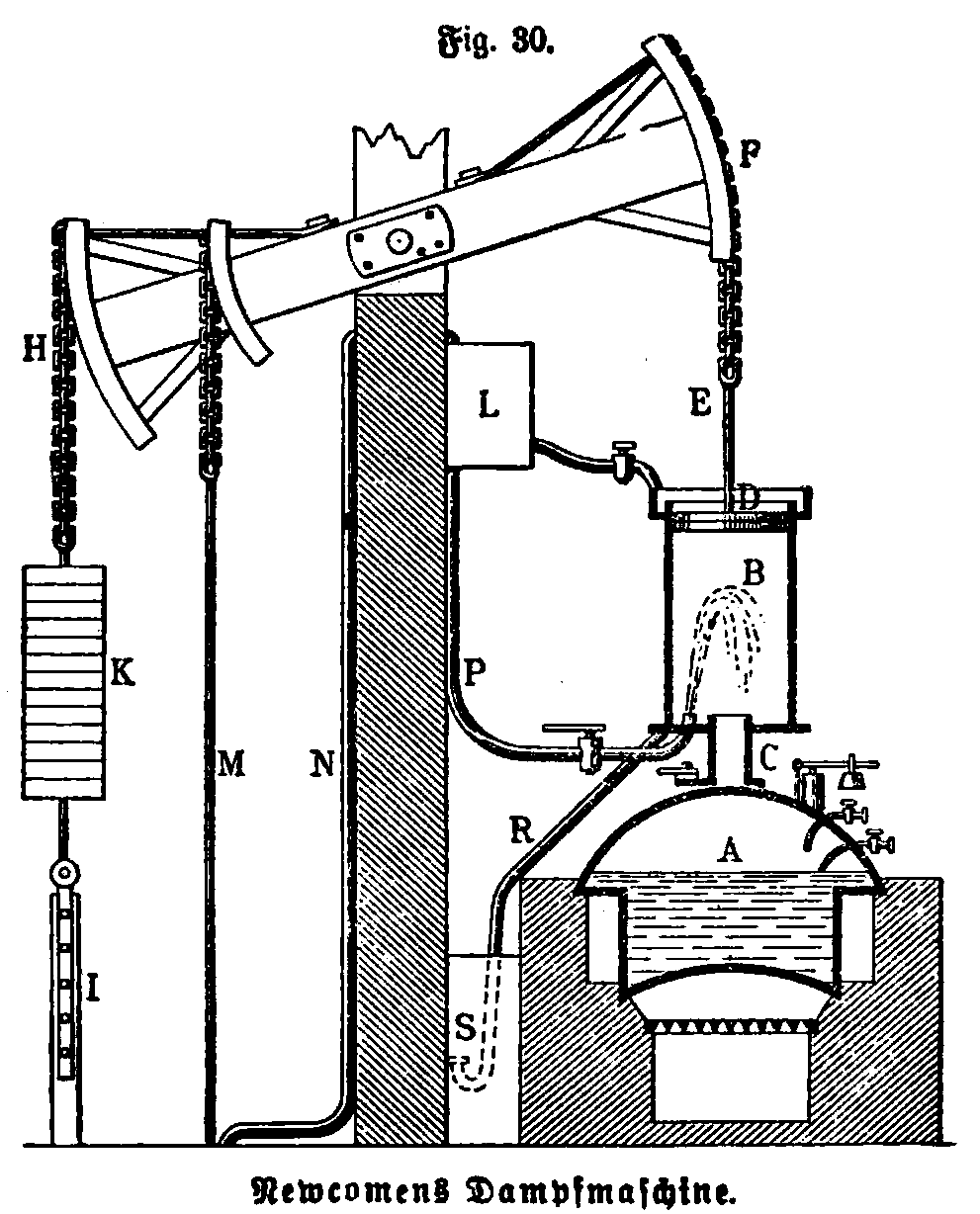
Stoommachine van Newcomen, in de encyclopédie Meyers van 1890

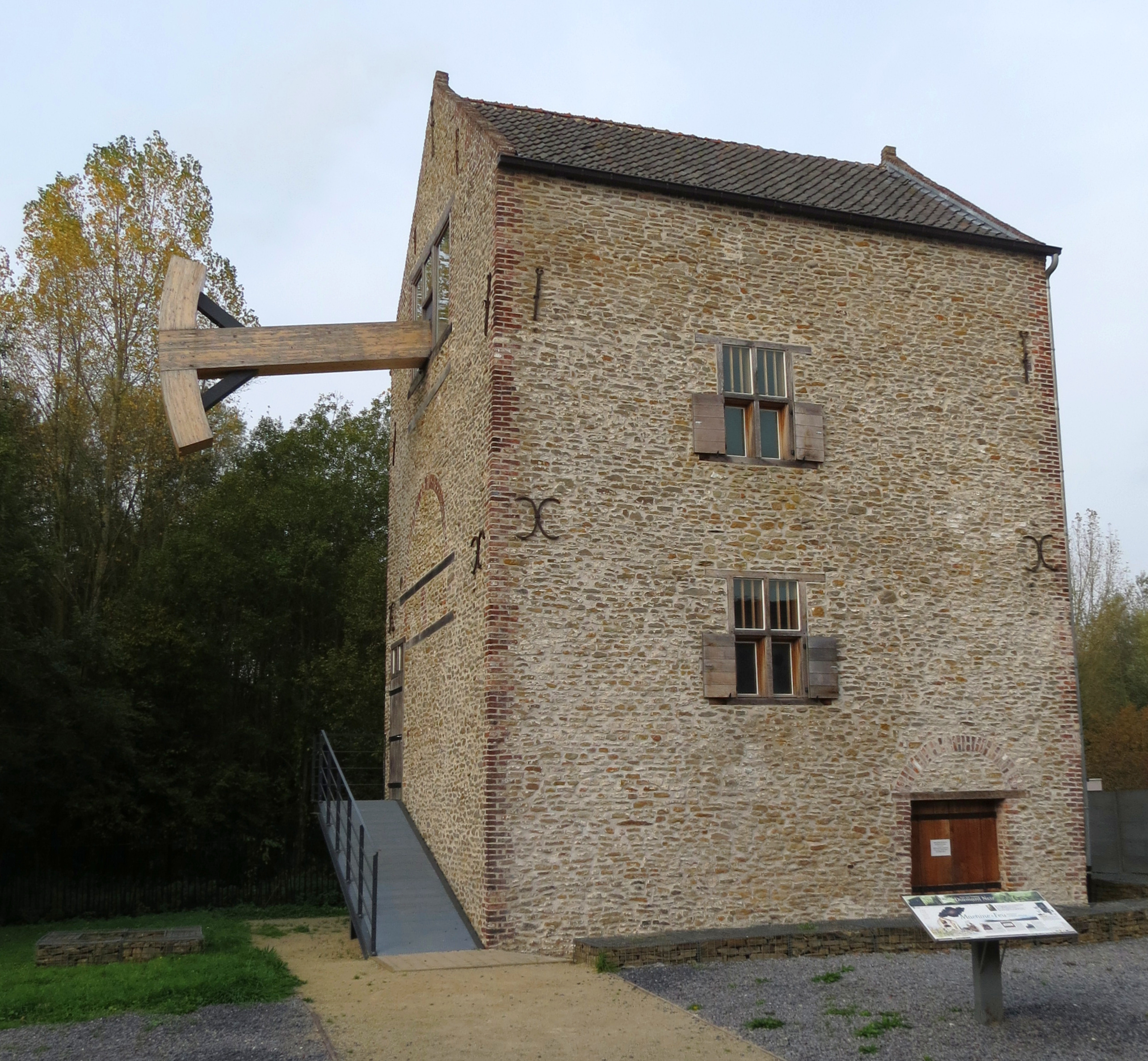
Machine à feu in Bernissart, België

De stoommachine van Newcomen, ook wel atmosferische machine genoemd, is de praktisch werkende stoommachine, door Thomas Newcomen (1663-1729) ontworpen in 1712 in het Zuiden van Engeland. Newcomen werd hierbij geholpen door de smid John Calley (soms ook Cawley gespeld) (1663–1725) die ook afkomstig was van Dartmouth in Devon. Deze machine creëerde onderdruk door het condenseren van stoom en maakte daarvoor gebruik van een zuiger.
De stoommachine van Newcomen werd van de 18e tot ver in de 19e eeuw in Groot-Brittannië en verder in Europa gebruikt in de mijnbouw om water uit de mijnen te pompen. Er waren immers veel tinmijnen in Devon in die tijd.

## Werking
De eerste werkelijke stoommachine was een ‘atmosferische’ machine of onderdrukmachine. Men noemt ze een atmosferische machine omdat de atmosferische druk het werk doet. De machine doorloopt de volgende stappen:
- Via een kraan laat men stoomdruk in de stoomcilinder.
- De zuiger gaat omhoog.
- Daarna sluit men de kraan en opent de ernaast gelegen waterkraan.
- Hierdoor stroomt een beetje water in de cilinder. Hierdoor condenseert de stoom in de cilinder.
- De zuiger heeft nu onderaan onderdruk en erboven atmosferische druk plus het gewicht van de onevenwichtige hefboom.
- De zuiger gaat omlaag. De machine werkt op de onderdruk die ontstaat door condensatie van stoom.

Dit was zoveel werk dat de machine van Newcomen bediend moest worden door twee man: een volwassen stoker en een jonge kranenbedienaar.
De ‘vuurmachine’ van Newcomen zou gedurende het grootste deel van de 18e eeuw alle mijnen in Engeland droog houden.

### Voor- en nadelen
Het rendement van zijn machine was minder dan één procent en de machine werd door velen als een nutteloze energieverbruiker beschouwd, hoewel de steenkool uit de eigen mijn kwam en dus niets kostte. De machine van Newcomen werkte alleen onder atmosferische druk, waarbij de gevaren van hogedrukstoom werden vermeden, en gebruikte het zuigerconcept, in 1690 uitgevonden door de Fransman Denis Papin. Door combinatie van het condensatieopzuigprincipe van Thomas Savery met de zuiger van Papin ontstond de eerste machine die water uit de mijn oppompte, aangedreven door vuur. Bij zijn dood had Newcomen een honderdtal pompmachines geïnstalleerd in Engeland.

## Verdere ontwikkeling
Zestig jaar na de uitvinding van Newcomen ontwikkelde de Schotse ingenieur James Watt  (1736-1819) een sterk verbeterde versie, die bekendstaat als de eerste moderne stoommachine. Deze stoommachine was veel efficiënter qua energieverbruik. Dat is één van de redenen waarom Watt bekend staat als de uitvinder van de moderne stoommachine.

## Voorbeelden
Voorbeelden van nog werkende exemplaren van de Newcomen-stoommachine staan in het Science Museum in Londen, in het Henri Ford Museum in het Amerikaanse Detroit en de Machine à feu in Bernissart.